# Pleradenophora longicuspis
Pleradenophora longicuspis är en törelväxtart som först beskrevs av Paul Carpenter Standley, och fick sitt nu gällande namn av Hans-Joachim Esser. Pleradenophora longicuspis ingår i släktet Pleradenophora och familjen törelväxter. Inga underarter finns listade i Catalogue of Life.